# Adolphe Pégoud
Adolphe Célestin Pégoud (Montferrat, 13 giugno 1889 – Petit-Croix, 31 agosto 1915) è stato un pioniere dell'aviazione francese.
Fin da giovane prestò servizio nella cavalleria e fu di stanza in Marocco; nel 1912 si appassionò all'aviazione, all'epoca ai primordi. Fu il primo, nel 1913, a lanciarsi con un paracadute da un aeroplano e, pochi mesi dopo, fu il primo a compiere il looping, o giro della morte, con un aereo. 
Queste sue imprese ardimentose coronate da successo diedero l'avvio dell'adozione delle acrobazie nella normale pratica di volo dell'aviazione dell'epoca.
Durante la prima guerra mondiale abbatté sei velivoli tedeschi dal 5 febbraio 1915 fino all'11 luglio successivo diventando il primo Asso dell'aviazione dal 3 aprile e morì in combattimento sopra Belfort il 31 agosto 1915, abbattuto dal sottufficiale tedesco Unteroffizier Otto Kandulski, che per ironia della sorte aveva lui stesso addestrato prima della guerra.